# Scinax brieni
Scinax brieni är en groddjursart som först beskrevs av De Witte 1930.  Scinax brieni ingår i släktet Scinax och familjen lövgrodor. IUCN kategoriserar arten globalt som livskraftig. Inga underarter finns listade i Catalogue of Life.